# Benabarre
Benabarre – gmina w Hiszpanii, w prowincji Huesca, w Aragonii, o powierzchni 157,14 km². W 2011 roku gmina liczyła 1215 mieszkańców.